# Holger Eggers
Holger Eggers (* 4. März 1978 in Bayreuth) ist ein ehemaliger deutscher Basketballspieler.

## Laufbahn
Eggers entstammte der Bayreuther Nachwuchsarbeit und war deutscher Jugendnationalspieler. In der Saison 1995/96 wurde er erstmals in der Bayreuther Profimannschaft eingesetzt. Der rund zwei Meter große Spieler galt damals als einer der aussichtsreichsten Nachwuchskräfte des Jahrgangs 1978 in Basketball-Deutschland. Der Durchbruch gelang Eggers jedoch nicht, in der Saison 98/99 stand er in sechs Bundesligaspielen auf dem Feld, er kam zudem zu Europapokaleinsätzen. Verletzungen bremsten ihn jedoch aus, Eggers musste deshalb früh dem Leistungssport den Rücken kehren.
Er studierte Medizin und wurde Facharzt für Orthopädie, Unfallchirurgie sowie Sportmedizin. Ab 2009 übernahm er im Auftrag des Deutschen Olympischen Sportbundes die ärztliche Betreuung von Nachwuchsleistungssportlern, 2014 wurde er Mannschaftsarzt von Medi Bayreuth.